# حماية كوكبية

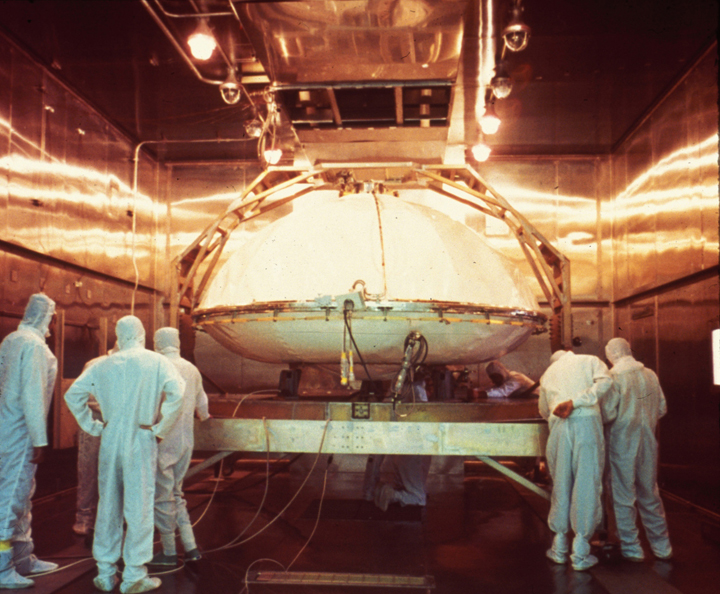

الحماية الكوكبية هي مبدأ توجيهي لتصميم مهمة بين كوكبية هدفها منع التلوث البيولوجي لكل من الأجسام السماوية المستهدفة والأرض في حال تضمنت مهام عودة بالعينات (جمع العينات إلى الأرض بغرض دراستها وتحليلها). تعكس الحماية الكوكبية الطبيعة المجهولة للبيئة الفضائية ورغبة المجتمع العلمي في الحفاظ على الطبيعة الأصلية للأجسام السماوية لكي يتمكنوا من دراستها بالتفصيل.
يوجد نوعان من التلوث بين الكوكبي، تلوّث مُرسل وهو الذي ينقل الكائنات الحية القابلة للنمو أو الاستمرار من الأرض إلى أجسام سماوية أخرى. والتلوث الرّاجع أو المرتد وهو انتقال الكائنات الحية من خارج كوكب الأرض إلى المحيط الحيوي للأرض في حال وجودها.

## نبذة تاريخية
طُرحت المشكلة المحتملة للتلوث الكوكبي والقمري لأوّل مرة في اللقاء السابع للاتحاد الدولي للملاحة الفضائية في روما عام 1956.
أصدرت الأكاديمية الوطنية للعلوم في الولايات المتحدة الأمريكية في عام 1958 قرارًا ينص على التالي: ‹‹تناشد الأكاديمية الوطنية للعلوم في الولايات المتحدة الأمريكية العلماء في دراساتهم الكوكبية والقمرية التي يخططون لها أخذ الحيطة والاهتمام الشديد لكي لا تأخذ العمليات الأولية منحى خطيرًا والقيام بالمستحيل دائمًا بعد التجارب العلمية الحساسة››. قاد هذا إلى تشكيل لجنة مخصصة لموضوع التلوث الناتج عن الاكتشافات الخارجية، والتي اجتمعت لمدة عام وأوصت بتعقيم المركبات الفضائية المخصصة للسفر بين الكواكب، وأضافت في قرارها ‹‹ الحاجة إلى التعقيم أمر مؤقت فقط، يجب أن يبقى المريخ والزهرة على الأغلب غير ملوثين حتى تصبح دراستهما بواسطة سفن فضائية مأهولة ممكنة››.
في عام 1959، نُقلت مهمة الحماية الكوكبية إلى لجنة أبحاث الفضاء المُشكّلة حديثًا (عام 1958)، وأصدرت لجنة أبحاث الفضاء القرار رقم 26 في عام 1964 الذي يؤكد على:
إنّ البحث عن حياة خارج كوكب الأرض أمر مهم في الأبحاث الفضائية، لأنّ كوكب المريخ يمكن أن يتيح الفرصة الوحيدة الملائمة للقيام بهذا البحث في المستقبل القريب، وسيجعل تلوث هذا الكوكب مثل هذا البحث أصعب، ومن الممكن أن يمنعنا من الحصول على نتيجةٍ قاطعةٍ، لذلك يجب اتخاذ كل الخطوات العملية لضمان عدم تلوث المريخ بيولوجيًا حتى الوقت الذي نتمكن فيه من القيام بهذا البحث بطريقة مُرضية، والمطلوب من جميع المسؤولين عن إطلاق المسابر الفضائية إلى الفضاء السحيق التعاون في تحديد مواعيد مناسبة للتجارب واستخدام تقنيات تعقيم كافية للمركبات الفضائية لمنع حدوث مثل هذا التلوث.
في عام 1967، أبرمت كل من الولايات المتحدة الأمريكية، والاتحاد السوفييتي، والمملكة المتحدة معاهدة الأمم المتحدة للفضاء الخارجي. يكمن القانون الأساسي للحماية الكوكبية في البند التاسع من هذه المعاهدة.
ينص البند التاسع على ما يلي: ينبغي على الأطراف المشاركة في المعاهدة تعقب دراسات الفضاء الخارجي، بما في ذلك القمر والأجسام السماوية الأخرى، وفحصها لتجنب التلوث الضار والتغييرات العكسية في بيئة الأرض الناتجة عن إدخال مواد من خارج الأرض، واتخاذ التدابير المناسبة عند الضرورة. وقّع على هذه المعاهدة وصادق عليها 104 من دول الأمم المتحدة، ووقعت 24 دولة أخرى لكنها لم تصادق. وقّعت وصادقت جميع دول الأمم المتحدة التي تسافر إلى الفضاء على المعاهدة. من بين الدول التي تطمح إلى السفر نحو الفضاء ولكنها لم تصادق على المعاهدة بل وقّعت فقط: الإمارات العربية المتحدة، وسوريا، وكوريا الشمالية.
تحظى معاهدة الفضاء الخارجي بالتوافق والدعم الدولي واسع النطاق، بالإضافة إلى أنها مستندة على بيان عام 1963 الذي تم تبنيه بالإجماع في المجلس الوطني للأمم المتحدة، ونتيجة لهذا، فقد حازت على مكانة قانون دولي عُرفي. لذلك فشروط معاهدة الفضاء الخارجي مُلزمة لجميع الدّول، حتى التي لم تصادق أو توقع عليها.
توجد عبارة بحاجة إلى التفسير بالنسبة للتلوث المُرسل وهي عبارة ‹‹تلوث ضار››. فسّرت مراجعتان قانونيتان هذه العبارة بشكل مختلف (المراجعتان غير رسميتين). لكن التفسير المقبول حاليًا هو ‹‹ يجب تجنب أي تلوث سينتج عنه ضرر في تجارب أو برامج دولة من الدول››. تنصّ سياسة ناسا بشكل صريح على أنّه ‹‹يجب عدم المغامرة في إجراء أي تحقيقات علمية لأشكال وبقايا وبوادر الحياة خارج أرضية المحتملة››.

## توصيات وفئات لجنة أبحاث الفضاء
تجتمع لجنة أبحاث الفضاء كل عامين، إذ يجتمع 2000 إلى 3000 عالم. واحدة من مهام هذا الاجتماع هي تطوير التوصيات لتجنب التلوث بين الكوكبي. أساسها القانوني هو المادة التاسعة من معاهدة الفضاء الخارجي.
تعتمد التوصيات على نوع المهمة الفضائية والجسم السماوي المُستكشف. صنّفت لجنة أبحاث الفضاء المهام في خمس مجموعات:
- المجموعة الأولى: لا تتطلب أي مَهمة إلى مواقع غير مُهمة بشكل مباشر في التطور الكيميائي أو أصل الحياة، مثل المهمات إلى المريخ أو الشمس أي متطلبات للحماية الكوكبية.[11]
- المجموعة الثانية: بالنسبة لأي مهمة إلى مواقع ذات أهمية كبيرة في التطور الكيميائي أو أصل الحياة، لكن مع فرصة ضئيلة لأن تحمل المركبة الفضائية معها أي تلوث يمكن أن يعرّض التحقيقات العلمية للفشل. على سبيل المثال القمر، والزهرة، والمذنبات. تتطلب مثل هكذا مهمات توثيقًا بسيطًا فقط، لتحديد أهداف التأثير المحتمل أو المقصود بشكل أساسي، والإبلاغ في نهاية المهمة عن أي موقع تأثير غير متعمد في حال حدوثه.
- المجموعة الثالثة: مهمات التحليق والمتتبعات المدارية إلى مواقع ذات أهمية كبيرة في التطور الكيميائي أو أصل الحياة، مع احتمال كبير أن يسبب التلوث فشل التحقيقات العلمية، مثل المريخ وقمر المشتري أوروبا، وقمر زحل إنسيلادوس. تتطلب هكذا مهمات توثيقًا أكبر من مهمات المجموعة الثانية. وتتمثل بعض المتطلبات الأخرى التي يمكن تحديدها اعتمادًا على المهمة: تغيير المسار، مجموعة غرف نظيفة، وتخفيض أعداد البكتريا التي تعيش على السطوح غير المعقمة، والقيام بفهرسة للمواد العضوية إن وُجد هنالك تأثير محتمل.
- المجموعة الرابعة: مهمات المركبات الفضائية والمسابر التي تهبط على نفس المواقع المذكورة في المجموعة الثالثة. تعتمد الإجراءات الواجب تطبيقها على الجسم الهدف والعمليات المُخطط لها. ‹‹قد نحتاج إلى تعقيم المركبة الفضائية بالكامل والقيام بتجارب الكشف عن الحياة بالنسبة لمركبات الهبوط والروفرات، أو لأي مركبة تهبط أو تتحرك في منطقة ربما تعيش وتنمو فيها الكائنات الحية المجهرية الأرضية، أو أي مكان يمكن أن توجد فيه أحياء أصلية. أمّا بالنسبة للروفرات ومركبات الهبوط الأخرى، فهنالك حاجة إلى التطهير والتعقيم الجزئي للمعدات التي هبطت.
- قُسّمت المهام إلى المريخ المصنفة في المجموعة الرابعة إلى: المجموعة الرابعة إيه: مركبات الهبوط التي لا تبحث عن الحياة المريخية، والتي تستخدم متطلبات التعقيم المسبق لمركبات هبوط تابعة لبرنامج فايكينغ الفضائي، والتي تقضي على 300000 من الأبواغ الجرثومية كحد أقصى في المركبة الفضائية، و300 بوغ جرثومي بالنسبة لكل متر مربع.
- المجموعة الرابعة بي: مركبات الهبوط التي تبحث عن الحياة المريخية. يُضاف إليها متطلبات إضافية صارمة ضد التلوث لمنع تلوث العينات.
- المجموعة الرابعة سي: يجب تعقيم أي عنصر يدخل إلى المنطقة المريخية الخاصة وأن يصل إلى حد أدنى من مستويات تعقيم ما بعد المهمة، الخاصة ببرنامج فايكينغ الفضائي، ويبلغ هذا الحد 30 بوغًا جرثوميًا لكل متر مربع من المركبة الفضائية.
- المجموعة الخامسة: تنقسم هذه المجموعة إلى إعادة العينات المقيدة وغير المقيدة. المجموعة الخامسة غير المقيدة: عينات من مواقع مُحكّمة علميًا على أنها لا تحوي أي أشكال حياة أصلية. لا تتطلب متطلبات خاصة.
- المجموعة الخامسة المقيدة: (لا يوجد رأي علمي مؤكد). تتضمن المتطلبات: حظرًا مطلقًا على العينات المُعادة ذات التأثير المدمّر، والتي تشمل كل العناصر المُعادة التي كانت على اتصال مباشر بالجسم الهدف، والتي تحتوي على أي عينات غير معقمة مُعادة إلى الأرض.[12]